# Барит
Баритът (BaSO4) е минерал, състоящ се от бариев сулфат.  Обикновено е бял или безцветен и има твърдост 3 по скалата на Моос. Основен източник е на метала барий. Името барит произлиза от гръцката дума βαρύς (тежък).
Баритът обикновено се среща в оловно-цинкови жили, във варовикови скали, в отлагания на горещи извори и в хематитова руда. Често се свързва с минералите англезит и целестин.

## Добив и употреба
На пазара най-често се предлага в суров вид, добит чрез прости методи като промиване, отделяне на тежки частици и магнитна сепарация. В повечето случаи суровият барит има нужда от пречистване, за да се постигне задоволителна чистота и плътност. Баритът, който се използва като агрегат в „тежък“ цимент, се стрива и пресява до еднакъв размер. Повечето от барита се стрива на малки еднородни парченца преди да се използва като примес за индустриални продукти или за придаване тежест на течността използвана при сондиране на петролни кладенци.
Понастоящем на световния петролен пазар има недостиг на чист бял барит. Изискванията на петролната индустрия са за минимална относителна плътност на барита 4,2. Когато при сондаж се използва по-ниска плътност, баритът предизвиква примесването на нежелани вещества в течността използвана от системата за сондиране. Това допринася за по-бавно проникване и създава проблеми с течността използвана при сондиране. Въпреки че баритът съдържа „тежкия“ метал (барий), повечето правителства не го считат за отровен химикал поради изключително ниската му разтворимост.
Баритът се използва също така при производството на бои и хартия.